# 2004 na Coreia do Sul
Esta é uma cronologia dos principais fatos ocorridos no ano de 2004 na Coreia do Sul.

## Incumbentes
- Presidente
  - Roh Moo-hyun (2003–2008)
  - Goh Kun, interino (12 de março de 2004 – 14 de maio de 2004)
- Primeiro-ministro
  - Goh Kun (2003 – 25 de maio de 2004)
  - Lee Hun-jai, interino (25 de maio de 2004 – 30 de junho de 2004)
  - Lee Hae-chan (30 de junho de 2004 – 2006)

## Eventos
- 13 de fevereiro – Cientistas sul-coreanos anunciam a clonagem de 30 embriões humanos.
- 15 de abril – É realizada a eleição legislativa.

## Esportes
- 12 a 14 de março – A cidade de Seul sedia o Campeonato Mundial de Patinação de Velocidade no Gelo Single Distance de 2004
- 13 a 29 de agosto – Participação da Coreia do Sul nos Jogos Olímpicos de Verão de 2004, em Atenas, na Grécia

## Mortes
- 22 de junho – Kim Sun-il, 33, missionário cristão
- 30 de novembro – Seungsahn, 77, mestre zen